# 倪达书
倪达书（1907年—1992年），男，江苏无锡人，中国原生动物学家、鱼病学家，中国鱼病学的创始人，并首创稻田养鱼的理论，对中国鱼类学、水产养殖和农渔业在20世纪的发展做出了重要贡献。 曾任中国科学院水生生物研究所研究员、副所长，中国原生动物学会理事长、中国水产学会副理事长。